# اليونان القديمة والنبيذ

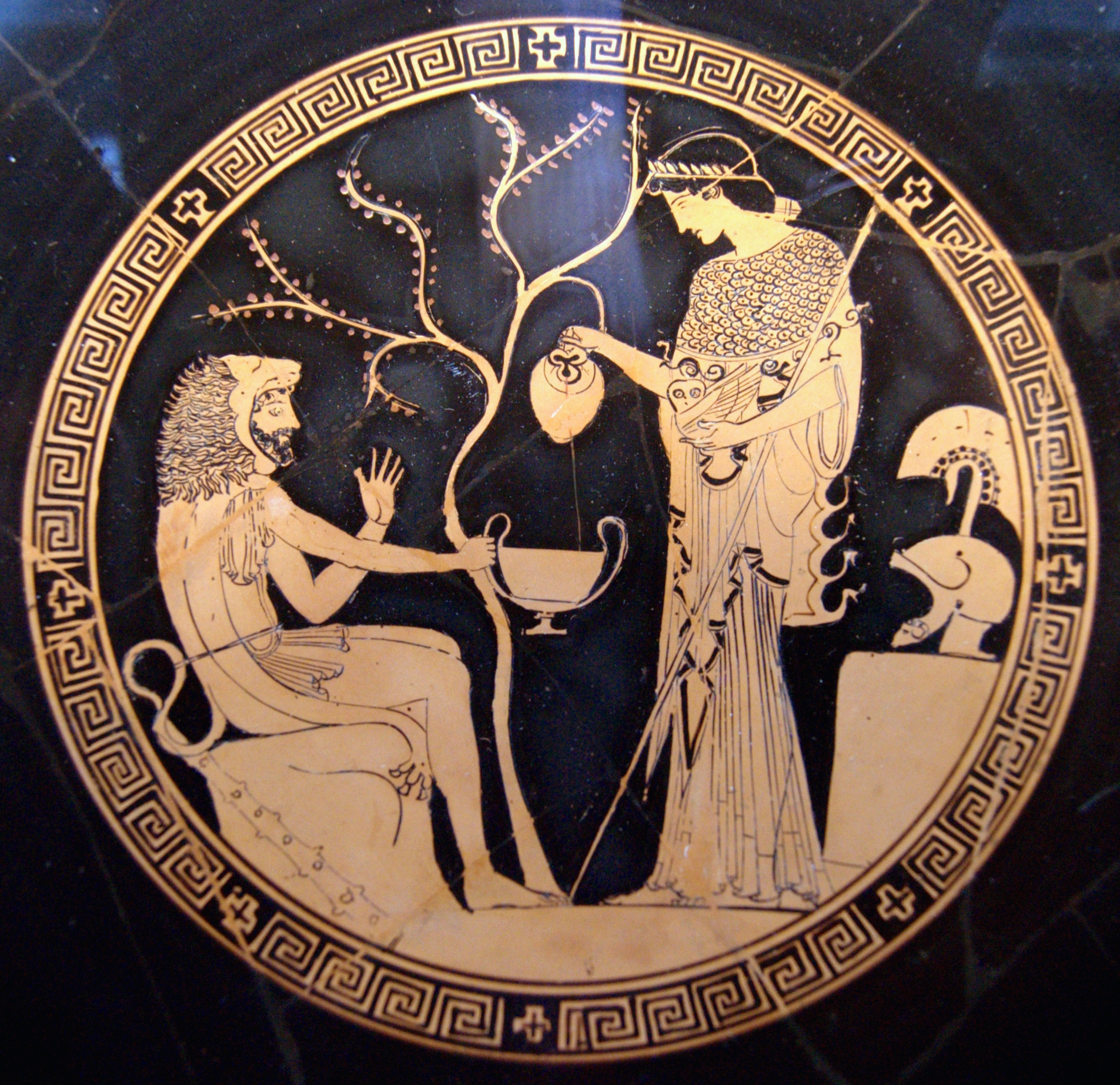

ساعد تأثير النبيذ في اليونان القديمة التجارة اليونانية القديمة مع البلدان والمناطق المجاورة. ارتبطت العديد من السلوكيات والجوانب الثقافية بالنبيذ. وأدى إلى تغيير كبير في اليونان القديمة أيضًا.
ابتكر اليونانيون القدماء طرقًا جديدة في زراعة الكرمة وإنتاج النبيذ، وشاركوها مع مجتمعات صناعة النبيذ المبكرة التي تُعرف الآن بفرنسا، وإيطاليا، والنمسا، وروسيا وغيرها، من خلال التجارة والاستعمار. وأثروا بوضوح على طول الطريق على الحضارات الأوروبية القديمة المصنعة للنبيذ مثل الكلت، والأتروسكان، والسكوثيين وأخيرًا الرومان.

## الأصول

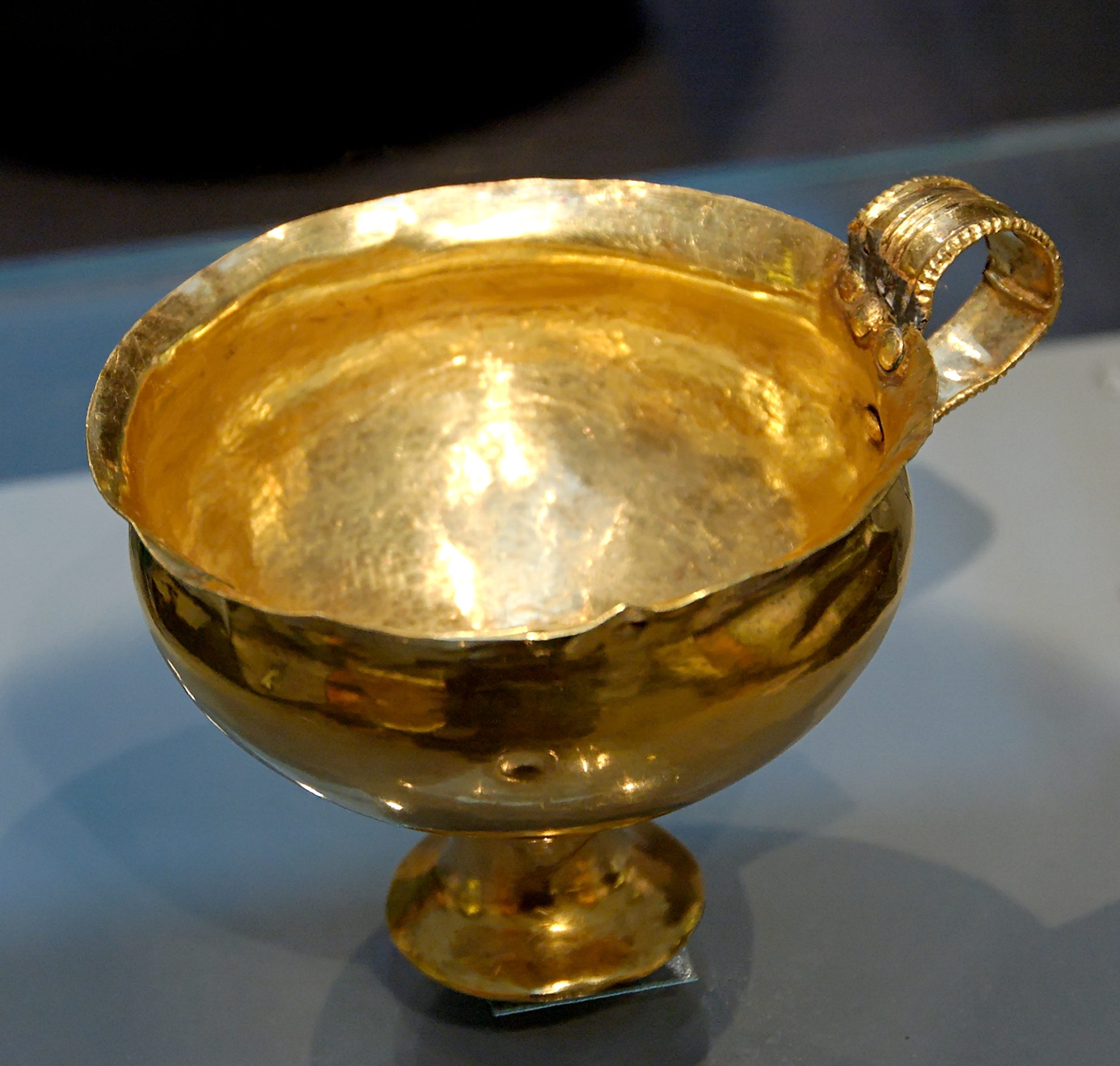
كأس من الذهب الميسيني

وجدت زراعة الكرمة في اليونان منذ أواخر العصر الحجري الحديث، مع انتشار الزراعة المحلية في أوائل العصر البرونزي. تعرفت الحضارة المينوسية في جزيرة كريت على أساليب صناعة النبيذ المصرية بفضل التجارة مع مصر القديمة، ونُقل التأثير على الأرجح إلى يونان الموكيانية. كانت لدى القصور المينوسية كروم عنب مرتبطة بها، حسب ما أظهره سبيريدون ماريناتوس (عالم آثار يوناني) في الحفريات جنوب موقع القصر مباشرةً في أرخانيس، واكتشف ما يعادل فيلا ريفية مينوسية مخصصة لإنتاج النبيذ في كاتو زاكروس عام 1961.
يظهر ارتباط النبيذ مع الثور المقدس، في الحضارة المينوسية في منتصف الألفية الثانية قبل الميلاد، في شكل أكواب شربٍ على شكل قرن كانت تُسمى ريتا (قرن الشراب). وثّق اسم أونبوس (اليونانية: οἶνοψ، «لون نبيذي»)؛ مرتين في ألواح النظام الخطي ب في كنوسوس وكرره هوميروس مرتين. كان العنب محصولًا زراعيًا مهمًا حيويًا للعيش وتنمية المجتمع إلى جانب الزيتون والحبوب. اتبع التقويم اليوناني القديم دورة سنة صانع النبيذ.
عُثر على واحدة من أقدم مكابس النبيذ المعروفة في باليكاسترو في جزيرة كريت، والتي يُعتقد أنها الجزيرة التي نشر منها الموكيانيين زراعة الكروم إلى الآخرين في بحر إيجه وربما إلى البر الرئيسي في اليونان.
اكتسب النبيذ أهمية ثقافية ودينية واقتصادية أكبر في الفترة الموكيانية. تشمل السجلات المنقوشة على ألواح مكتوبة بالنظام الخطي بتفاصيل النبيذ ومزارع الكرمة وتجار النبيذ، بالإضافة إلى إشارة مبكرة إلى ديونيسوس، إله النبيذ اليوناني. ضمّن اليونانيون وصول ثقافة صناعة النبيذ في أساطير ديونيسوس والبطل الثقافي أريستايوس.
تُظهر بقايا الأمفورات المبكرة أن الموكيانيين تبادلوا النبيذ بنشاط في جميع أنحاء العالم القديم في أماكن مثل قبرص، ومصر، وفلسطين، وصقلية وجنوب إيطاليا.

## الاستعمار والتجارة
عندما أقامت دول المدن اليونانية مستعمرات في جميع أنحاء البحر الأبيض المتوسط ، أحضر المستوطنون كروم العنب معهم وكانوا نشطين في زراعة الكروم البرية التي صادفوها. كانت صقلية وجنوب إيطاليا من أوائل المستعمرات، وكانت بالفعل مواطن وفرة بكروم العنب. أطلق اليونانيون على الجزء الجنوبي من شبه الجزيرة الإيطالية أونيوتريا («أرض الكروم»). وسرعان ما تبعتها مستوطنات في ماساليا في جنوب فرنسا وعلى طول شواطئ البحر الأسود، فتوقعوا أن إنتاج النبيذ الاستعماري لن يوفر الاحتياجات المحلية فحسب، بل سيوفر أيضًا فرصًا تجارية لتلبية الطلب دول المدن القريبة.
وفرت أثينا نفسها سوقًا كبيرًا ومربحًا للنبيذ، مع مزارع كروم كبيرة في منطقة أتيكا وفي جزيرة ثاسوس للمساعدة في تلبية الطلب. افترض مؤرخو النبيذ أن اليونانيون أدخلوا زراعة الكروم لإسبانيا والبرتغال، لكن تشير النظريات المنافسة إلى احتمال وصول الفينيقيين إلى تلك المناطق أولاً.
تشهد عناقيد العنب والكروم وأكواب النبيذ التي تزين العملات اليونانية من العصور الكلاسيكية على أهمية النبيذ في الاقتصاد اليوناني القديم. تبادل اليونانيون معرفتهم بزراعة الكرمة وصنع النبيذ مع كل شريك تجاري رئيسي، من شبه جزيرة القرم، ومصر، وسكيا، وإتروريا وغيرها، وكذلك ثمار إنتاجهم. اكتشف علماء الآثار ملايين الأمفورات تحمل الأختام الفريدة لمختلف دول المدن وجزر بحر إيجة، ما يدل على مدى التأثير اليوناني.
تضمن حطام سفينة اكتشف قبالة سواحل جنوب فرنسا نحو 10,000 أمفورة تحتوي على ما يقارب 300,000 لتر (79,000 جالون أمريكي) من النبيذ اليوناني، يفترض أنها كانت متجهة للتجارة في نهري الرون وساون إلى بلاد الغال. تشير التقديرات إلى أن اليونانيين شحنوا 10 ملايين لتر تقريبًا من النبيذ إلى بلاد الغال كل عام عبر ماساليا. في عام 1929، تضمن اكتشاف مقبرة فيكس في بورغونية العديد من القطع الأثرية التي توضح العلاقات القوية بين تجار النبيذ اليونانيين وسكان سلتيك المحليين. وكان أبرز هذه القطع الأثرية كراتر يونانية كبيرة، مصممة لاحتواء أكثر من 1000 لتر (260 جالون أمريكي) من النبيذ.

## تأثيرات زراعة الكروم وصناعة النبيذ
دعا اليونانيون القدماء الكرمة المزروعة ميريس (اليونانية: ἡμερίς)، نسبةً لهدفهم بـ«تهجين (ميروش)» العنب (اليونانية: ςος)، لتمييزه عن شكله البري. نُحت جذر كرمة هائل على صنم للإلهة العظيمة ووضعه الأرجوناوتيون على ساحل فريجيا. تروي قصيدة ديونيسياكا الأخيرة للشاعر نونوس الاختراع البدائي لمكبس النبيذ، الذي يُنسب إلى ديونيسوس، ويوضح وصف هوميروس لدرع أخيل أن بعضًا من زخارفه المشغولة توضح حصاد العنب من كرم محاط خندق وسياج لحمايته؛ بينما تقف الكروم في صفوف مدعومة بأوتاد. وكتب أيضًا أن لايرتيس، والد أوديسيوس، كان لديه أكثر من 50 نوعًا من العنب مزروع في أجزاء مختلفة في كرمه.
ترك الكاتب اليوناني ثاوفرسطس من القرن الرابع قبل الميلاد سجلًا مفصلًا عن بعض التأثيرات والابتكارات اليونانية في زراعة الكروم، وكان أحدها دراسة تربة الكروم والمطابقة السليمة لها مع كروم المحددة. وهناك ابتكار آخر تمثل في تقليل الحد الأدنى من الغلة لزيادة كثافة تركيز النكهات والجودة، بدلاً من زيادة الكمية. فضلت اقتصاديات ذلك الوقت الغلة العالية لمعظم المحاصيل، وكان الحد من الإنتاج الزراعي عمدًا غير شائع في العالم القديم. فصّل ثاوفرسطس أيضًا ممارسة استخدام أشطاء وشتلات النباتات لزراعة الكروم الجديدة. استخدم اليونانيون أيضًا أنظمة تربية الكرمة مع نباتات مكدسة لتسهيل الزراعة والحصاد، بدلًا من ترك العنب ينمو بلا تسنيد في الأحراش أو الأشجار.
لكن لم يستطع علم دراسة أصناف العنب تحديد الأصل الدقيق لأي نوع من أنواع عنب الكرمة النبيذية الحالية بين تلك التي زرعها اليونانيون القدماء-مثلُا، يمتلك عنب أليانكو(المعروف أيضًا باسم هيلينيكو) وغريشيتو وتربيانو(المعروف أيضًا باسم غريكو) تراثًا يونانيًا متميزًا. لم تُتبع جميع تقنيات زراعة الكروم اليونانية على نطاق واسع في مناطق النبيذ الأخرى. لجأت بعض مزارع الكروم اليونانية إلى الروحانيات لدرء الأمراض وسوء الأحوال الجوية. مثلًا، شق عاملان بالكروم ديك أبيض حي إلى نصفين، وحمل كل منهما نصف حول محيط الكرم في اتجاه معاكس للآخر. حتى التقوا مرة أخرى في نقطة دفنوا فيها الذبيحة بجانب الكرم.
مارس اليونانيون شكلاً مبكرًا من الضغط في مرحلة تجهيز العنب للهرس. وضعت سلال الخيزران المملوءة بالعنب داخل أحواض خشبية أو خزفية مع وضع حبل أو لوح أعلاها. أمسك عمال الكرم الحبل لتحقيق التوازن لهرس العنب بأقدامهم، وأحيانًا لمرافقة الناي الذي عزف بطريقة احتفالية. وضع العنب بعد هرسه في جرار بيثوس كبيرة، حيث حدث التخمير.
تشمل كل من كتابات هسيودوس وأوديسة هوميروس بعضًا من الإشارات الأولى لإنتاج نبيذ الزبيب: وضعوا العنب المحصود حديثًا على الحُصر حتى يجف ليصبح زبيب تقريبًا قبل كبسه. كان النبيذ المصنوع في لسبوس المعروف باسم بروتروبون من أوائل أنواع النبيذ المصنوعة حصريًا من «عصير العنب الخالي من القشور»، المستخلص من عناقيد عنب عُصرت محتوياتها تحت تأثير ثقلها. تشمل الابتكارات اليونانية الأخرى حصاد العنب غير ناضج لإنتاج نبيذ أكثر حمضية مخصص للخلط. واكتشفوا على الأغلب وسلية غليان العنب لإضافة الحلاوة إلى النبيذ. اعتقد اليونانيون أنه يمكن تحسين النبيذ عن طريق إضافة الراتنج (الصمغ)، أو الأعشاب، أو البهارات، أو مياه البحر، أو الأجاج (محلول ملحي)، أو الزيت، أو العطور. يعتبر نبيذ ريتسينا والنبيذ الساخن ونبيذ فيرموت بعض الأمثلة الحديثة على هذه الممارسات.
في أواخر المجمع الثاني للقسطنطينية في عام 691 ميلادي، بعد ثلاثة قرون بالضبط من إغلاق ثيودوسيوس المعابد، صدر قانون منع تجار النبيذ، الذين كانوا ملثمين، صراحةً أن ينادوا «ديونيسوس!»؛ وأوصى أن ينادوا «كييري ايليسون» بدلًا منه.